# إدواردو أغيلار
إدواردو أغيلار (بالإسبانية: Eduardo Aguilar)‏ هو لاعب هوكي الحقل إسباني، ولد في 6 ديسمبر 1976 في قنطرة شنيل في إسبانيا.

## وصلات خارجية
- إدواردو أغيلار على موقع الاتحاد الدولي للهوكي (الإنجليزية)
- إدواردو أغيلار على موقع اللجنة الأولمبية الدولية (الإنجليزية)
- إدواردو أغيلار على موقع أوليمبيديا (الإنجليزية)
- إدواردو أغيلار على موقع اللجنة الأولمبية الإسبانية (الإسبانية)